# Daniel Patrick Parcon
Daniel Patrick Yee Parcon (ur. 24 listopada 1962 w Vallehermoso) – filipiński duchowny katolicki, biskup Talibon od 2014.

## Życiorys

### Prezbiterat
Święcenia kapłańskie otrzymał 29 kwietnia 1994 i został inkardynowany do diecezji San Carlos. Pracował głównie w filozoficznej części diecezjalnego seminarium, a w latach 2007-2014 był jej rektorem. W latach 2011–2013 pełnił funkcję tymczasowego administratora diecezji.

### Episkopat
3 czerwca 2014 został mianowany biskupem ordynariuszem diecezji Talibon. Sakry biskupiej udzielił mu 22 sierpnia 2014 metropolita Cebu - arcybiskup Jose Palma.